# Kanton La Jarrie
Kanton La Jarrie (fr. Canton de La Jarrie) je francouzský kanton v departementu Charente-Maritime v regionu Poitou-Charentes. Skládá se ze 14 obcí.

## Obce kantonu
- Anais
- Bourgneuf
- Clavette
- Croix-Chapeau
- La Jarne
- La Jarrie
- Montroy
- Saint-Christophe
- Saint-Médard-d'Aunis
- Saint-Rogatien
- Sainte-Soulle
- Saint-Vivien
- Salles-sur-Mer
- Vérines